# شهرستان نییه
شهرستان نییه (به اویغوری: نىيە ناھىيىسى) و یا شهرستان مینفنگ (به چینی: 民丰县، به پین‌یین:‌ Mínfēng Xiàn) یک واحد تقسیماتی در چین است که در ولایت ختن واقع شده‌است.

## جمعیت
| ترکیب قومیتی شهرستان نییه | ترکیب قومیتی شهرستان نییه | ترکیب قومیتی شهرستان نییه | ترکیب قومیتی شهرستان نییه | ترکیب قومیتی شهرستان نییه |
| ------------------------- | ------------------------- | ------------------------- | ------------------------- | ------------------------- |
| قومیت                     | قومیت                     |                           | درصد                      | درصد                      |
| اویغور                    | اویغور                    |                           | ۹۱٫۲٪                     | ۹۱٫۲٪                     |
| هان                       | هان                       |                           | ۸٫۶٪                      | ۸٫۶٪                      |
| هوئی                      | هوئی                      |                           | ۰٫۱٪                      | ۰٫۱٪                      |
| سایر                      | سایر                      |                           | ۰٫۱٪                      | ۰٫۱٪                      |
| منبع سرشماری جمعیت :      |                           |                           |                           |                           |

## تاریخچه
بین سال‌های ۱۸۸۳ میلادی و ۱۹۱۳ میلادی، تحت حاکمیت دودمان چینگ، «ولایت ختن» برای اولین بار تاسیس شد. منطقهٔ نییه در این ولایت قرار داشت.
در سال ۱۹۱۳ میلادی، با تاسیس جمهوری چین (۱۹۴۹–۱۹۱۲)، این ولایت منحل شده. ۱۲ شهرستان با هم یکی شده و ولایت کاشغر را تاسیس کردند. ۴ تا از این ۱۲شهرستان، شامل اراضی تشکیل دهندهٔ ولایت ختن امروزی هستند، منجمله شهرستان کرییه که در آن زمان اراضی نییه را نیز شامل می شد.
در سال ۱۹۲۰ میلادی، ولایت ختن، شامل ۶ شهرستان ختن، کرییه، گوما، لوپ، قره‌قاش، و کارگیلیک تاسیس شد.
در سالهای ۱۹۳۳ و ۱۹۳۴ میلادی، در منطقهٔ کاشغر که در آن زمان شامل ولایت خودمختار قزل‌سو قرقیز نیز می‌شد، در طی شورشی علیه حکومت استانی وفادار به جمهوری چین، کشور جدیدی به طول دو سال با نام جمهوری اسلامی ترکستان شرقی اعلام شده بود. در منطقهٔ ختن نیز، کشوری با نام «امارت اسلامی ختن» اعلام شد.
بین سال‌های ۱۹۳۴ تا ۱۹۳۷ میلادی، منطقهٔ ختن تحت سلطهٔ جنگ‌سالاران هوئی (مسلمانان چینی‌تبار) بود، در حکومتی که اصطلاحا با نام «دونگانستان» از آن یاد می شود. (در منابع روسی، هوئی‌ها را دونگان می نامند)
در سال ۱۹۴۵ میلادی، با جدا شدن از شهرستان کرییه، شهرستان نییه در ولایت ختن تاسیس شد.
بین سالهای ۱۹۵۴ و ۱۹۵۶ میلادی، «ولایت خودمختار جنوب سین‌کیانگ» (مشابه ولایت خودمختار ایلی قزاق) با تحت مدیریت داشتن ولایات کاشغر، یارکند، آق‌سو، ختن، و ولایت خودمختار قزل‌سو قرقیز ایجاد شد.

## تقسیمات اداری
شهرستان نییه متشکل از ۱ شهرک و ۶ قصبه است.
- شهرک نییه (به اویغوری: نىيە بازىرى)(به چینی:‌ 尼雅镇، به پین‌یین: Níyǎ Zhèn)
- قصبه نییه (به اویغوری: نىيە يېزىسى)(به چینی:‌ 尼雅乡، به پین‌یین: Níyǎ Xiāng)
- قصبه روکیا (به اویغوری: رۇكىيا يېزىسى)(به چینی:‌ 若克雅乡، به پین‌یین: Ruòkèyǎ Xiāng)
- قصبه سالغوزک (به اویغوری: سالغوزەك يېزىسى)(به چینی:‌ 萨勒吾则克乡، به پین‌یین: Sàlèwúzékè Xiāng)
- قصبه یئییق (به اویغوری: يېيىق يېزىسى)(به چینی:‌ 叶亦克乡، به پین‌یین: Yèyìkè Xiāng)
- قصبه اندیر (به اویغوری: ئەندىر يېزىسى)(به چینی:‌ 安迪尔乡، به پین‌یین: Āndí'ěr Xiāng)
- قصبه یاواتونگوز (به اویغوری: ياۋا توڭگۇز يېزىسى)(به چینی:‌ 亚瓦通古孜乡، به پین‌یین: Yàwǎtōnggǔzī Xiāng)